# 雪女と蟹を食う
『雪女と蟹を食う』（ゆきおんなとかにをくう）は、Gino0808による日本の漫画作品。『週刊ヤングマガジン』（講談社）にて、2019年9号より2020年46号まで連載。その後、『コミックDAYS』（同）にて、2020年11月から2021年1月2日まで連載。自殺を決意した男性と高級住宅街に暮らす女性を描いた物語。略称は「雪蟹」、「雪女と蟹」。
その後、本編後を描く『雪女と蟹を食う 沖縄編』（ゆきおんなとかにをくう おきなわへん）が2022年31号から同年43号まで短期集中連載された。
2022年7月期にテレビ東京系ドラマ24枠にて放送された。

## あらすじ
冤罪により人生が狂い、金も行き場もない状態であった北は自殺を図るが、あと一歩が踏み出せずにいた。そんなときテレビのグルメ番組を観て、「人生最後の日は、蟹を食おう」と思い立ち、強盗を決意する。高級住宅街に押し入って、人妻の雪枝彩女に金を要求するが、彼女の行動は予期せぬもので…。

## 登場人物
北（きた） / 小日向陽平（こひなた ようへい）
27歳。冤罪の影響で、本名を隠し「北」と名乗る。誕生日は8月8日。
元消防士で、電車内で女子高生に痴漢の冤罪をかけられ懲役4ヵ月を受ける。それ以降、女子高生に対し強いトラウマを残す。かつてはマホという恋人がいたが、日頃から彼女に甘え気持ちを汲み取ることをしなかったことから、痴漢事件後に見放されてしまう。
雪枝彩女（ゆきえだ あやめ）
謎めいた美しい女性。旧姓：北。
北と一緒に北海道に行く。自動車を運転する。誕生日は8月8日。
本人曰く嘘はつかないと言うが、別の目的を隠して北との旅を続ける。
雪枝一騎（ゆきえだ かずき） / 雪淵一騎（ゆきぶち いっき）
小説家であり彩女の夫。元は彩女が在籍していた高校の教師であり、当時マイナーであった文芸誌「文藝 蒼春」だが大賞を受賞している。しかし、逆に世間の広さを知り、現状では駄目だということから教師を辞め上京する。
本名で掲載されているのを彩女に知られ、彼女からのアピールで上京後に彩女の東京の大学進学と共に籍を入れる。その際に名義を本名からペンネーム「雪淵一騎（ゆきぶち いっき）」に変更している。作品表紙裏の人物紹介からは雪淵一騎の生年月日は1971年7月3日になっている。
マリア
すすきので働いている。北がホテルから外出した際に駅までの道を尋ねた時に声をかける。
谷内（やち）
一騎の不倫相手。彼と北海道に来た。

## 作中に登場する作品
作中ではたびたび実在の小説が自身の人生になぞらえたり心の葛藤や迷いを表現する物として登場する。
雪女と蟹を食う（丸山文庫）
本作において雪淵一騎のペンネームで書かれた作品。雪枝一騎が彩女に対して警告と称して書き上げた作品。
『斜陽』作者：太宰治
本作において彩女が太宰治『人間失格』と対になる文芸作品と称し、太宰治の愛人「太田静子」が残した大学ノート4冊分の日記から着想したと北に話している。彩女も同様のことを行おうとしている。
『銀河鉄道の夜』作者：宮沢賢治
北が子供ころに読んだ作品で結末が納得いかず結末を封印した。当時はハッピーエンドしか考えられなかったとしている。作中では道中の彩女に対する心情や未来のことを本の主人公達に投影するかのように書かれている。

## 訪れた場所
- 東照宮
- 中禅寺湖
- 猪苗代湖
- 加茂水族館
- 銀山温泉
- 龍泉洞
- 札幌
- 旭川
- 稚内

## 書誌情報
- Gino0808『雪女と蟹を食う』講談社〈ヤンマガKCスペシャル〉、全9巻
  1. 2019年6月6日発売[6][講 3]、ISBN 978-4-06-515470-0
  2. 2019年9月6日発売[9][講 4]、ISBN 978-4-06-516986-5
  3. 2019年12月6日発売[講 5]、ISBN 978-4-06-517856-0
  4. 2020年3月6日発売[講 6]、ISBN 978-4-06-526691-5
  5. 2020年6月5日発売[講 7]、ISBN 978-4-06-519992-3
  6. 2020年9月4日発売[講 8]、ISBN 978-4-06-520678-2
  7. 2020年12月4日発売[講 1]、ISBN 978-4-06-521712-2
  8. 2021年3月5日発売[講 2]、ISBN 978-4-06-522605-6
  9. 2022年12月6日発売[講 9]、ISBN 978-4-06-529803-9 - 沖縄編を収録。

## テレビドラマ
2022年7月9日（8日深夜）から9月24日（23日深夜）まで、テレビ東京系「ドラマ24」枠にて放送された。主演は重岡大毅（ジャニーズWEST）。

### キャスト

#### 主要人物
北（きた）〈27〉
演 - 重岡大毅（ジャニーズWEST）
本作の主人公。冤罪により人生に絶望し、蟹を食べたうえで自殺を決意する。
雪枝彩女（ゆきえだ あやめ）〈38〉
演 - 入山法子（高校時代：坂口風詩）
本作のヒロイン。ベストセラー作家を夫に持つ人妻。
雪枝一騎（ゆきえだ かずき）〈57〉
演 - 勝村政信
彩女の夫。ベストセラーを数多く手掛ける小説家。
マリア〈24〉
演 - 久保田紗友
北海道で活動するホステス。北と彩女にとってキーパーソンとなる。
巡健人（めぐり けんと）〈39〉
演 - 淵上泰史
ドラマオリジナルキャラクター。一騎の担当編集者。

#### その他
涼香
演 - 橋本萌花
マリアの同僚。「すすきのニュークラブ」のホステス。
美弥妃
演 - ほのかりん
マリアの同僚。「すすきのニュークラブ」のホステス。
柴田
演 - 木村知貴
「すすきのニュークラブ」の店長。
谷内
演 - 齋藤里菜

その他
- 後藤龍馬、骨川道夫、河野新、優太

#### ゲスト

##### 第3話
マホ
演 - 村瀬紗英
北の元婚約者。北が痴漢（冤罪）で捕まったことを受け、彼に別れを告げる。
サトシ
演 - 平岡亮

北の父
演 - 永井秀樹

北の母
演 - 五十嵐美紀

##### 第5話
買い物客
演 - TERU（GLAY）
函館の朝市で蟹を購入する。

##### 第6話
タカシ
演 - 藤代太一

田辺
演 -
「すすきのニュークラブ」の常連客。マリアのことを気に入っている。

##### 第7話
田辺の妻
演 - 大山真絵子
夫がマリアと浮気をしていると疑い、勤務中の彼女をカッターナイフで刺そうとする。
母親
演 - 尾道絵菜

##### 第10話
森晴香
演 - 堂ノ下沙羅
ブライダルサロンのスタッフ。
空知由美
演 - 街田しおん
ブライダルサロンのウエディングプランナー。

### スタッフ
- 原作 - Gino0808『雪女と蟹を食う』（講談社「ヤンマガKC」刊）
- 脚本 - まなべゆきこ、イ・ナウォン、灯敦生
- 監督 - 内田英治、柴田啓佑、松本優作
- 音楽プロデューサー - 田井モトヨシ
- 音楽 - Teje×田井千里
- 主題歌 - ジャニーズWEST「星の雨」（Johnny's Entertainment Record）[20]
- エンディングテーマ - ヒグチアイ「悪い女」（ポニーキャニオン）[21]
- ロゴデザイン - hive
- チーフプロデューサー - 祖父江里奈（テレビ東京）
- 企画・プロデューサー - 松本拓（テレビ東京）
- プロデューサー - 勝俣円（DASH）、尾関玄（DASH）、新谷朋成（DASH）
- 制作 - テレビ東京、DASH
- 製作著作 - 「雪女と蟹を食う」製作委員会

### 放送日程
| 各話   | 放送日  | サブタイトル     | ラテ欄                                | 脚本         | 監督              |
| ------ | ------- | ---------------- | ------------------------------------- | ------------ | ----------------- |
| 第1話  | 7月09日 | 死にたい男と雪女 | 自殺を決意した男とセレブ妻の2人旅…    | まなべゆきこ | 内田英治          |
| 第2話  | 7月16日 | 死より残酷な死   | 旅の舞台は日光会津 死より残酷な死とは | まなべゆきこ | 内田英治          |
| 第3話  | 7月23日 | 自暴自棄         | 2人旅は銀山温泉・青森へ…禁断の小説    | イ・ナウォン | 柴田啓佑          |
| 第4話  | 7月30日 | 似たもの同士     | 終わりの地・北海道 死への恐怖と儚き愛 | イ・ナウォン | 柴田啓佑          |
| 第5話  | 8月06日 | 違う景色         | 決裂する2人…北の前に新たな女性…!      | まなべゆきこ | 内田英治 柴田啓佑 |
| 第6話  | 8月13日 | 熊               | すすきので生まれた禁断の愛と殺意…!    | まなべゆきこ | 内田英治          |
| 第7話  | 8月20日 | 生き甲斐         | 揺れ動く2つの愛…夫への殺意と裏切り    | 灯敦生       | 松本優作          |
| 第8話  | 8月27日 | ヒーロー         | 死より辛い別れ…!? 2人の女性の疑念…    | 灯敦生       | 内田英治          |
| 第9話  | 9月03日 | 覚悟             | 死への再会!? 目指す終わりの地稚内…    | まなべゆきこ | 柴田啓佑          |
| 第10話 | 9月10日 | 嘘               | 悲しき愛と結婚式!? 稚内で誓う死の覚悟 | イ・ナウォン | 松本優作          |
| 第11話 | 9月17日 | あなたのような人 | 遂に訪れた死の当日 2人は遂に蟹を食う  | イ・ナウォン | 内田英治          |
| 最終話 | 9月24日 | 旅の締めくくり   | 旅の終わり…生と死を選んだ2人の結末    | まなべゆきこ | 内田英治          |

| テレビ東京系 ドラマ24                     | テレビ東京系 ドラマ24                     | テレビ東京系 ドラマ24                              |
| 前番組                                    | 番組名                                    | 次番組                                             |
| ----------------------------------------- | ----------------------------------------- | -------------------------------------------------- |
| しろめし修行僧 （2022年4月9日 - 6月25日） | 雪女と蟹を食う （2022年7月9日 - 9月24日） | 孤独のグルメ Season10 （2022年10月8日 - 12月24日） |